# Siesbach
Siesbach ist eine Ortsgemeinde im Landkreis Birkenfeld in Rheinland-Pfalz. Sie gehört der Verbandsgemeinde Birkenfeld an.

## Geographie
Siesbach liegt im Naturpark Saar-Hunsrück. 68,3 Prozent der Gemarkungsfläche sind bewaldet. Im Nordosten befindet sich Hettenrodt, im Südosten Mackenrodt und westlich liegt Leisel. Die nächste größere Stadt ist das drei Kilometer südöstlich gelegene Idar-Oberstein. Siesbach ist eine Nationalparkgemeinde im Nationalpark Hunsrück-Hochwald.
Zu Siesbach gehört das Naturschutzgebiet Pannenfels.

## Bevölkerungsentwicklung
Die Entwicklung der Einwohnerzahl von Siesbach, die Werte von 1871 bis 1987 beruhen auf Volkszählungen:
| Jahr | Einwohner |
| 1815 | 198       |
| 1835 | 250       |
| 1871 | 290       |
| 1905 | 292       |
| 1939 | 320       |
| 1950 | 320       |

| Jahr | Einwohner |
| 1961 | 369       |
| 1970 | 380       |
| 1987 | 443       |
| 1997 | 425       |
| 2005 | 411       |
| 2023 | 340       |

## Politik

### Bürgermeister
Klaus Mildenberger wurde am 1. August 2019 Ortsbürgermeister von Siesbach. Da bei der Direktwahl im Mai 2019 kein Bewerber angetreten war, erfolgte die Neuwahl gemäß Gemeindeordnung durch den Rat. Dieser entschied sich für Mildenberger.
Er wurde im Juni 2024 wiedergewählt.
Mildenbergers Vorgänger Dieter Storr hatte das Amt seit 1994 ausgeübt, war 2019 aber nicht erneut angetreten.

### Wappen
| Wappen von Siesbach | Blasonierung: „Über rot-silbern geschachtem Schildfuß in Schwarz vorne ein silbernes Eichblatt mit Eichel, hinten ein silberner beschrifteter Stein.“ |
| Wappen von Siesbach | Es wurde 1964 vom rheinland-pfälzischen Innenministerium genehmigt.                                                                                   |

## Kultur und Sehenswürdigkeiten

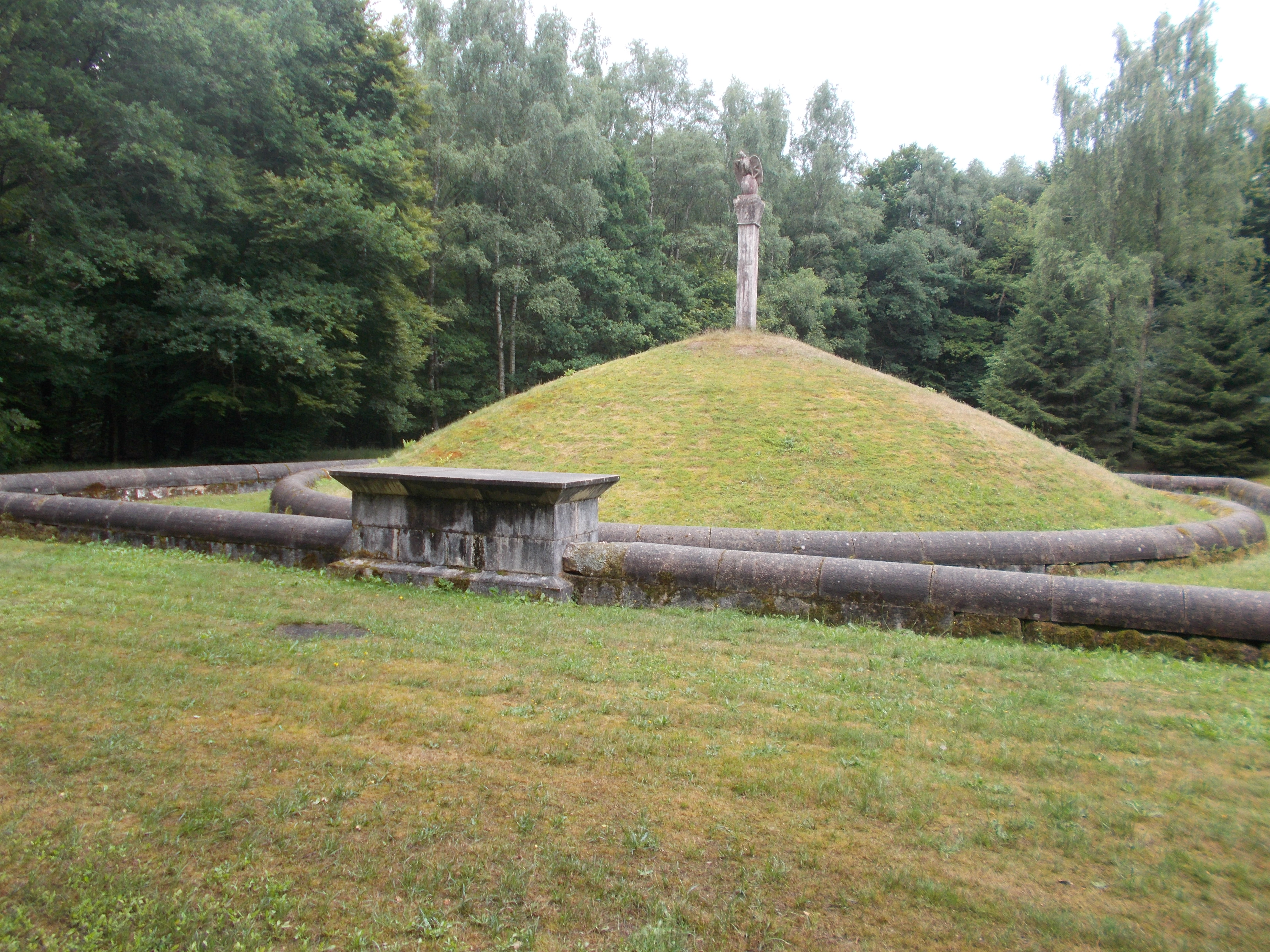
Römischer Grabhügel bei Siesbach 1

- Römischer Grabhügel im Walddistrikt „Kipp“
- Liste der Kulturdenkmäler in Siesbach

## Wirtschaft und Infrastruktur
Im Nordosten verläuft die Bundesstraße 422. In Idar-Oberstein ist ein Bahnhof der Nahetalbahn.

## Persönlichkeiten
- Edgar Mais (1926–2024), Heimatforscher und SPD-Politiker